# Aristóbulo de Casandrea
Aristóbulo de Casandrea (ca. 375 a. C.-301 a. C.) fue un historiador griego, probablemente un focense que se instaló en Casandrea.
Acompañó a Alejandro en sus expediciones, como arquitecto e ingeniero militar, y escribió un informe de carácter principalmente geográfico y etnológico. Arriano manejó de primera mano su obra y Plutarco también lo tomó como referencia.